# Xã Aurora, Quận Cloud, Kansas
Xã Aurora (tiếng Anh: Aurora Township) là một xã thuộc quận Cloud, tiểu bang Kansas, Hoa Kỳ. Năm 2010, dân số của xã này là 120 người.